# Цементохронология
Цементохронология — метод, используемый для определения индивидуального хронологического возраста позвоночных путем подсчета так называемых годовых колец в зубах. В образцах годового роста зубов есть широкие и узкие линии цемента. Широкие линии представляют период роста, а узкие линии — его паузу. Эти узкие линии характеризуют один год роста, поэтому их можно использовать для определения возраста образца. Цементохронология является частным случаем скелетохронологии.

## Применение
Цементохронология используется в качестве точного индикатора возраста среди биологов, занимающихся дикой природой и археологов, а также все чаще используется в судебной медицине и антропологии

## Принцип
Цементохронология основана на предположении, что отложения дентина отражают годовой ритм и подсчет годовых колец на гистологических препаратах отражает возраст. Так, например, эти регистрирующие структуры хорошо изучены на примере зубов морских и наземных млекопитающих. При рассмотрении под световым микроскопом определенный тип цемента (Acellular Extrinsic Fibers Cementum — AEFC), окружающий корень, выглядит как слои чередующихся темных и светлых полос.
Считается[кем?], что одна пара, состоящая из одной светлой и одной темной линий, представляет один календарный год, и оценка возраста рассчитывается путем прибавления среднего возраста прорезывания зубов к определенному количеству линий. Возраст смерти человека оценивается путем добавления этого числа к среднему возрасту прорезывания зубов.

## История
Цементохронология впервые была использована в зоологии для оценки возраста и сезона смерти животных, а уже затем успешно внедрена в археологию. Изучив слоистые структуры зубов и кости, впервые этот метод предложила сотрудник Института биологии развития им. Н. К. Кольцова Г. А. Клевезаль. В своей совместной работе 1970 года Г. А. Клевезаль и М. В. Мина сразу предположили значительный интерес к этой методике со стороны археологов, антропологов и судебных патологов, однако потребовалось 12 лет, чтобы воспроизвести эксперимент на человеческих зубах. Метод до сих пор актуален потому как дает прямой доступ к возрасту объекта исследований на момент смерти и представляет особый интерес для судебно-медицинской антропологии.

## В культуре
- Методика предложенная Г. А. Клевезаль и М. В. Миной нашла отражение в массовой культуре. Так в 5 серии 2 сезона американского сериала Орвилл (примерно на 17-й минуте) у главных героев берут пробу дентина и определяют по ней дату рождения.